# 烏斯滿·巴圖爾
烏斯滿·伊斯蘭吾勒（羅馬化：Osman Islamuly；1899年—1951年4月29日），冠稱巴圖爾（羅馬化：Batur），哈萨克族，生于科布多阿爾泰可可托海，20世紀軍事人物。

## 生平
烏斯滿原為阿爾泰哈萨克牧民領袖，出身阿巴克克烈部。1941年6月發生第二次可可托海暴動，盛世才監禁了烏斯滿家人。1943年12月，烏斯滿建立「阿勒泰哈薩克復興委員會」。1944年3月，蘇聯軍援烏斯滿在阿山區起義（阿山叛亂）反抗國民政府统治，外蒙古喬巴山也給予烏斯滿槍械、通訊、參謀上的全力支援，隨後他聯合達列力汗·蘇古爾巴也夫、吉木乃游擊隊等反中國組織，占据了新疆青河縣、吉木乃、可可托海、布魯爾托海縣。11月12日，其控制区併入東突厥斯坦共和國。
東突厥斯坦共和國建政不久，烏斯滿及其親信獲知蘇聯殘酷鎮壓宗教人士、打壓哈薩克族、企圖消滅宗教信仰後，許多烏斯滿下屬向國民政府表達歸順之意。烏斯滿在就任阿山區專員後要求實行伊斯蘭教的沙里亞法統治，下達命令：“對不做禮拜者處以鞭笞50鞭、不封斋者處以鞭笞100鞭、不禁酒者處以鞭笞30鞭的刑罰。”1946年5月，蘇聯派遣採鎢隊伍（唐古斯坦採掘隊）進入新疆根據地可可托海，引起烏斯滿·巴圖爾反感與達列力汗·蘇古爾巴也夫之間意見相左，隨後歸附國民政府，在1947年的北塔山事件中與國軍並肩對蒙古人民軍作戰。
中华人民共和国成立之後，烏斯滿反对新疆省政府投降共产党，在阿爾泰繼續開展遊擊戰爭，敗給解放軍後在新疆南部被捕，於1951年4月29日在迪化被处决。
烏斯滿死後，一批哈萨克族逃离中国，其中大部分輾轉到达土耳其，1981年其靈位入祀國民革命忠烈祠。

### 引用
1. ↑  Hsiao-ting Lin. . Volume 67 of Routledge studies in the modern history of Asia illustrated. Taylor & Francis. 2010: 126  [2011-12-27]. ISBN 0-415-58264-4. （原始内容存档于2013-05-26）. Osman Bator 烏斯滿
2. ↑  王柯，東突厥斯坦獨立運動，中文大學出版社，2013年，isbn:978-962-996-500-6，第212-218頁
3. ↑  王柯，東突厥斯坦獨立運動，中文大學出版社，2013年，isbn:978-962-996-500-6，第296-297、331頁